# Братенал (Огайо)
Братенал (англ. Bratenahl) — селище (англ. village) в США, в окрузі Каягога штату Огайо. Населення — 1430 осіб (2020).

## Географія
Братенал розташований за координатами 41°33′21″ пн. ш. 81°36′20″ зх. д. / 41.55583° пн. ш. 81.60556° зх. д. (41.555965, -81.605574).  За даними Бюро перепису населення США в 2010 році селище мало площу 4,15 км², з яких 2,65 км² — суходіл та 1,51 км² — водойми.

## Демографія
Згідно з переписом 2010 року, у селищі мешкало 1197 осіб у 679 домогосподарствах у складі 333 родин. Густота населення становила 288 осіб/км².  Було 811 помешкання (195/км²).
Расовий склад населення:
| - 80,5 % — білих - 15,5 % — чорних або афроамериканців - 2,5 % — азіатів - 0,3 % — корінних американців |

До двох чи більше рас належало 0,9 %. Частка іспаномовних становила 0,9 % від усіх жителів.
За віковим діапазоном населення розподілялося таким чином: 6,5 % — особи молодші 18 років, 62,4 % — особи у віці 18—64 років, 31,1 % — особи у віці 65 років та старші. Медіана віку мешканця становила 57,8 року. На 100 осіб жіночої статі у селищі припадало 94,6 чоловіків;  на 100 жінок у віці від 18 років та старших — 95,6 чоловіків також старших 18 років.
Середній дохід на одне домашнє господарство  становив 161 316 доларів США (медіана — 81 136), а середній дохід на одну сім'ю — 209 962 долари (медіана — 115 278). Медіана доходів становила 106 875 доларів для чоловіків та 60 625 доларів для жінок. За межею бідності перебувало 7,5 % осіб, у тому числі 7,0 % дітей у віці до 18 років та 6,6 % осіб у віці 65 років та старших.
Цивільне працевлаштоване населення становило 576 осіб. Основні галузі зайнятості: освіта, охорона здоров'я та соціальна допомога — 34,0 %, науковці, спеціалісти, менеджери — 30,6 %, фінанси, страхування та нерухомість — 7,8 %, мистецтво, розваги та відпочинок — 4,9 %.